# Milan Krkobabić
Ne doit pas être confondu avec Jovan Krkobabić.
Milan Krkobabić (en serbe cyrillique : Милан Кркобабић ; né le 1er janvier 1952 à Kačarevo) est un homme politique serbe. Il est président du Parti des retraités unis de Serbie (PUPS) depuis 2014 et président du groupe parlementaire du PUPS à l'Assemblée nationale de la république de Serbie,.
Milan Krkobabić est le fils de Jovan Krkobabić, fondateur et premier président du PUPS.

## Parcours
Milan Krkobabić naît en 1952 à Kačarevo, près de Pančevo. Il effectue ses études secondaires à Belgrade et sort diplômé de la faculté d'économie de l'université de Belgrade.
Pendant trente ans, il travaille dans le secteur des transactions bancaires et financières, s'intéressant particulièrement à l'artisanat et aux petites et moyennes entreprises. En septembre 2012, il est nommé directeur de la Poste de Serbie (en serbe : Pošta Srbije).
Sur le plan politique, en 2005, il participe à la fondation du Parti des retraités unis de Serbie (PUPS) et, le 19 août 2008, il est élu adjoint au maire de Belgrade.
Lors des élections législatives du 6 mai 2012, Milan Krkobabić figure sur la liste de la coalition emmenée par Ivica Dačić et notamment constituée du Parti socialiste de Serbie (SPS), du Parti des retraités unis de Serbie (PUPS) et de Serbie unie (JS), ce qui lui vaut de devenir député à l'Assemblée nationale de la république de Serbie ; le PUPS forme un groupe parlementaire et Milan Krkobabić en devient le président.
En juin 2014, il succède à son père, décédé, à la présidence du PUPS.
Il représente son parti dans les gouvernements Vučić et Brnabić en tant que ministre sans portefeuille puis devient ministre de la ruralité à partie du gouvernement Brnabić II.

## Vie privée
Milan Krkobabić vit à Novi Beograd ; il est marié et père de deux enfants.